# Pot Black
Pot Black fue un torneo de snooker que se celebró en el Reino Unido entre 1969 y 2007.
En 1969, David Attenborough, entonces encargado de la BBC2, encomendó la creación de una serie de televisión con este título, que puede traducirse al español como «entronerar la negra»; sería al mismo tiempo programa y torneo, y tenía como objetivo mostrar el potencial que la BBC tenía con la llegada de la televisión en color, pues la mesa verde y las bolas de diferentes colores eran la oportunidad perfecta para ensalzar las posibilidades que este avance tecnológico brindaba. Gozó de gran éxito y amasó buenas cifras de audiencia; durante un tiempo fue, de hecho, el segundo programa más seguido de la cadena tras los de Morecambe and Wise.

## Historia

### Ganadores

#### Pot Black
| Año  | Ganador         | Resultado      | Subcampeón     | Referencias |
| ---- | --------------- | -------------- | -------------- | ----------- |
| 1969 | Ray Reardon     | 1-0            | John Spencer   | [ 1 ]       |
| 1970 | John Spencer    | 1-0            | Ray Reardon    | [ 1 ]       |
| 1971 | John Spencer    | 1-0            | Fred Davis     | [ 1 ]       |
| 1972 | Eddie Charlton  | 1-0            | Ray Reardon    | [ 1 ]       |
| 1973 | Eddie Charlton  | 1-0            | Rex Williams   | [ 1 ]       |
| 1974 | Graham Miles    | 147-86         | John Spencer   | [ 1 ]       |
| 1975 | Graham Miles    | 1-0            | Dennis Taylor  | [ 1 ]       |
| 1976 | John Spencer    | 1-0            | Dennis Taylor  | [ 1 ]       |
| 1977 | Perrie Mans     | 1-0            | Doug Mountjoy  | [ 1 ]       |
| 1978 | Doug Mountjoy   | 2-1            | Graham Miles   | [ 1 ]       |
| 1979 | Ray Reardon     | 2-1            | Doug Mountjoy  | [ 1 ]       |
| 1980 | Eddie Charlton  | 2-1            | Ray Reardon    | [ 1 ]       |
| 1981 | Cliff Thorburn  | 2-0            | Jim Wych       | [ 1 ]       |
| 1982 | Steve Davis     | 2-0            | Eddie Charlton | [ 1 ]       |
| 1983 | Steve Davis     | 2-0            | Ray Reardon    | [ 1 ]       |
| 1984 | Terry Griffiths | 2-1            | John Spencer   | [ 1 ]       |
| 1985 | Doug Mountjoy   | 2-0            | Jimmy White    | [ 1 ]       |
| 1986 | Jimmy White     | 2-0            | Kirk Stevens   | [ 1 ]       |
| 1991 | Steve Davis     | 2-1            | Stephen Hendry | [ 1 ]       |
| 1992 | Neal Foulds     | 252-176 puntos | James Wattana  | [ 1 ]       |
| 1993 | Steve Davis     | 2-0            | Mike Hallett   | [ 1 ]       |
| 2005 | Matthew Stevens | 1-0            | Shaun Murphy   | [ 1 ]       |
| 2006 | Mark Williams   | 1-0            | John Higgins   | [ 1 ]       |
| 2007 | Ken Doherty     | 1-0            | Shaun Murphy   | [ 1 ]       |

#### Junior Pot Black
Se organizaron también varias ediciones en la que los participantes eran jóvenes, con estos resultados:
| Año  | Ganador           | Resultado | Subcampeón     | Referencias |
| ---- | ----------------- | --------- | -------------- | ----------- |
| 1981 | Dean Reynolds     | 151-79    | Dene O'Kane    | [ 1 ]       |
| 1982 | John Parrott      | 169-70    | John Keers     | [ 1 ]       |
| 1983 | John Parrott      | 1-1       | Steve Ventham  | [ 1 ]       |
| 1991 | Ronnie O'Sullivan | 2-0       | Declan Murphy  | [ 1 ]       |
| 2006 | Stuart Carrington | 1-0       | Anthony McGill | [ 1 ]       |
| 2007 | Mitchell Mann     | 1-0       | Jack Lisowski  | [ 1 ]       |
| 2008 | Jason Devaney     | 1-0       | Duane Jones    | [ 1 ]       |
| 2009 | Ross Muir         | 1-0       | Jak Jones      | [ 1 ]       |
| 2010 | Jamie Clarke      | 1-0       | Tom Rees       | [ 1 ]       |

#### Seniors Pot Black
Se organizó, asimismo, una única edición del Seniors Pot Black, abierto a veteranos, con este resultado:
| Año  | Ganador     | Resultado | Subcampeón      | Referencias |
| ---- | ----------- | --------- | --------------- | ----------- |
| 1997 | Joe Johnson | 2-0       | Terry Griffiths | [ 1 ]       |